# Jean Wyllys
Jean Wyllys de Matos Santos, né le 10 mars 1974 à Alagoinhas (Bahia), est un journaliste, professeur d'université et homme politique brésilien.
Membre du Parti socialisme et liberté, député fédéral entre 2010 et 2019, Jean Wyllys milite pour les droits des personnes LGBT. En janvier 2019, il renonce à son siège de député à Brasilia et s'exile, disant craindre pour sa vie en raison de nombreuses menaces de mort reçues depuis l'élection de Jair Bolsonaro à la présidence de la République du Brésil.

## Biographie

### Origines, études et débuts professionnels
Il est issu d'une famille nombreuse du quartier populaire de Baixa da Candeia, une favela ; une de ses sœurs meurt de la fièvre typhoïde. Sa mère, une Blanche, est lavandière, tandis que son père, Noir, est chômeur et alcoolique. Durant sa jeunesse, il est rapidement confronté aux insultes homophobes.
Il doit son prénom à l'admiration de son père pour les luxueuses berlines Willys Aero, prénom pour lequel ce dernier substitue un « i » par un « y ».
À l'âge de 10 ans, il commence à travailler, vendant des barbes à papa dans la rue. Il est bon élève et parvient à s'élever socialement en étudiant dans des établissements chrétiens. Il passe son baccalauréat, étudie l'informatique et devient programmmateur à l'hôpital portugais de Salvador (Bahia).
Alors que l'épidémie de Sida fait rage, il se « met au service de la cause », raconte-t-il. Il obtient un master de communication et de journalisme et commence à écrire dans un journal local et à enseigner. 
Titulaire d'une maîtrise en lettres et linguistique de l'université fédérale de Bahia, il enseigne la culture brésilienne et la théorie de la communication à l'École supérieure de publicité et marketing (ESPM) et à l'université Veiga de Almeida, à Rio de Janeiro. 
En 2005, il est candidat lors de la cinquième édition de l'émission Big Brother Brasil. Il s'y présente comme un homosexuel, militant anti-Sida. Il est plébiscité par le public et finit par remporter la victoire, soulignant, lors d'un portrait à son sujet réalisé a posteriori « les contradictions d'un pays qu'il définit comme "profondément homophobe" ». Cette émission, très populaire au Brésil, lui permet alors d'acquérir une notoriété nationale, même s'il fuit le « cirque médiatique et [les] revues à sensation » à sa sortie. Avec ses gains, il achète des biens immobiliers afin de loger sa famille puis redevient journaliste.

### Carrière politique
En 2010, il est élu député fédéral de Rio de Janeiro pour le Parti socialisme et liberté (PSOL). Il est réélu en 2014 et en 2018. 
Ouvertement homosexuel, défenseur des droits des personnes LGBT, il propose des lois pour réglementer les professionnels du sexe et pour autoriser les unions civiles entre conjoints du même sexe.
Sous la présidence de Dilma Rousseff, le ministère de l'Éducation nationale lance une campagne « École sans homophobie », à laquelle participe Jean Wyllis. Les chrétiens évangéliques propagent alors l'idée fausse que celle-ci vise à « homosexualiser les écoles » ; la campagne est soutenue par le député d'extrême droite Jair Bolsonaro. Le gouvernement, qui au sein de sa coalition doit composer avec le centre droit et plusieurs micro-partis, doit alors renoncer à cette initiative.
En 2016, Dilma Rousseff est destituée par un vote parlementaire. Jean Wyllys vote non, déclarant au micro : « Au nom des droits de la population LGBT, du peuple noir exterminé dans les périphéries, des travailleurs, de la culture, des sans-toit, des sans-terre, je vote non au coup d'État ». Lors de la même session, Jair Bolsonaro se félicite de cette destitution.
Il est réélu en 2018. La même année, la militante LGBT Marielle Franco est assassinée par des paramilitaires liés à la famille Bolsonaro[source insuffisante]. Jean Wyllys obtient alors une protection policière. En janvier 2019, Jair Bolsonaro est élu président. En janvier 2019, Jean Wyllys annonce qu'il renonce à prêter serment pour un nouveau mandat de député et qu'il s'exile en raison des menaces de mort dont il fait l'objet depuis l'élection du nouveau chef de l'État,,,. Il est remplacé par David Miranda. Il s'installe alors en Espagne et reçoit une bourse de la fondation Rosa-Luxembourg.

## Ouvrage
- Que sera ?, Companhia das Lestras, 2019.